# Filipe van Artevelde
Filipe van Artevelde ouçaⓘ (Gante, 18 de julho de 1340 – Westrozebeke, 27 de novembro de 1382), em 1382, assumiu a liderança da Revolta dos Tecelões de Gante.

## Biografia
Filipe era o filho mais novo de Jacob van Artevelde, e afilhado da rainha Filipa da Inglaterra, que o segurou nos braços em seu batismo. Viveu no anonimato até 1381 e, em 24 de janeiro de 1382, assumiu a liderança da Revolta dos Tecelões de Gante, em um contexto, no qual, a cidade de Gante estava cercada por tropas leais ao Conde de Flandres. Seu nome despertou entusiasmo geral.
Em 3 de maio de 1382, impôs uma contundente derrota ao Conde de Flandres, que fez com que os revoltosos tomassem o controle de Bruges e de outras cidades do Condado de Flandre.
Porém, a França assumiu a causa do Conde de Flandres, e um exército francês atravessou a fronteira, comandado pelo jovem rei Carlos VI em pessoa. Artevelde avançou para enfrentar o inimigo à frente de um exército burguês de cerca de cinquenta mil flamengos. Em 27 de novembro de 1382, os exércitos se encontraram em Roosebeke, perto de Courtrai, e os flamengos foram derrotados após sofrerem muitas baixas, o próprio Filipe estava entre os mortos. Seu corpo foi exibido diante do rei francês Carlos VI e depois pendurado em uma árvore. Após sua morte, o comando de Gante foi retomado por Frans Ackerman.
Sua vida foi comemorada em uma peça trágica para o teatro, Philip van Artevelde, escrita pelo dramaturgo inglês Henry Taylor, em 1834.